# Кап, Ив
Ив Кап (фр.  Yves Cape, 1 ноября 1960, Бельгия) — бельгийский кинооператор, работает в Бельгии, Германии, Франции, США.

## Биография
Мать — немецко-венгерского, отец — американо-бельгийского происхождения. Учился фотографии в Брюсселе (1981—1983), в 1982 получил премию за фотопортреты. Играл в культовой панк-группе Чероки. Окончил Высший национальный институт зрелищных искусств (фр. INSAS, 1986). Снимал документальные и игровые фильмы, музыкальные клипы, работал в театре, на телевидении и в рекламе.
Живет в Париже, Брюсселе, Греции.

## Избранная фильмография
- 1997 — Моя жизнь в розовом цвете / Ma vie en rose (Ален Берлинер)
- 1998 — Стена / Le mur (Ален Берлинер)
- 1999 — Человечность / L’humanité (Брюно Дюмон, номинация на Европейскую кинопремию за лучшую операторскую работу)
- 2000 — Последняя мечта / Le dernier rêve (Эммануэль Жеспер, премия Взгляд кинофестиваля в Авиньоне)
- 2004 — Пастушок / Mua len trau (Мин Нгуен-Во, премия кинофестиваля Asia-Pacific за лучшую операторскую работу)
- 2006 — Фландрия/ Flandres (Брюно Дюмон)
- 2009 — Белый материал / White Material (Клер Дени)
- 2009 — Преследование / Persécution (Патрис Шеро)
- 2009 — Хадевейх/ Hadewijch (Брюно Дюмон)
- 2011 — Hors Satan (Брюно Дюмон)
- 2011 — Первый человек (Джанни Амелио)
- 2011 — Любовь длится три года (Фредерик Бегбедер)
- 2012 — Корпорация «Святые моторы» / Holly Motors (Лео Каракс)
- 2013 — Монахиня (Гийом Никлу)
- 2017 — Дочери Абриль (Мишель Франко)
- 2018 — Молитва (Седрик Кан)
- 2020 — Новый порядок (Мишель Франко)